# متحف جمال عبد الناصر
متحف جمال عبد الناصر هو متحف يتناول حياة الرئيس المصري الراحل جمال عبد الناصر منذ مولده حتى وفاته أوائل السبعينيات. ويقع المتحف بالقرية الفرعونية على ضفاف النيل.
يحتوي المتحف على أكثر من 170 صورة نادرة للرئيس جمال عبد الناصر في مراحل حياته المختلفة، كما يضم المتحف عددا كبيرا من مقتنياته الشخصية وتمثالين نصفيين وبعض العملات والطوابع التي صدرت في تلك الفترة وبعض الصور الخاصة بجمال عبد الناصر في أغلفة المجلات الأجنبية بالإضافة للرسائل التي كتبها جمال عبد الناصر خلال عامي 1941 و 1942 بالإضافة إلى نص قرار تأميم قناة السويس في 26 يوليو عام 1956 وخطاب التنحي الذي ألقاه في 9 يونيو عام 1956 والتقرير الطبي لوفاة عبد الناصر.
1. ↑  موقع الهيئة العامة للاستعلامات المصرية [وصلة مكسورة] نسخة محفوظة 28 فبراير 2009 على موقع واي باك مشين.